# Степаново (Красноярский край)
Степаново — деревня в Иланском районе Красноярского края. Входит в состав Карапсельского сельсовета.

## История
Деревня была основана в 1767 году. По данным 1926 года в деревне Степанова имелось 218 хозяйств и проживало 953 человека (443 мужчины и 510 женщин). В национальном составе населения преобладали белорусы. Функционировали школа I ступени и лавка общества потребителей. В административном отношении деревня являлась центром Степановского сельсовета Нижне-Ингашевского района Канского округа Сибирского края.

## Население
| 2010 |
| ---- |
| 342  |

Гендерный состав
По данным Всероссийской переписи населения 2010 года в гендерной структуре населения мужчины составляли 45,9 %, женщины — соответственно 54,1 %.
Национальный состав
Согласно результатам переписи 2002 года, в национальной структуре населения русские составляли 95 % из 361 чел.